# رود خور
رود خور (روسی: Хор) یک رودخانه در سرزمین خاباروفسک کشور روسیه است.